# Batalla de Lützen (1632)
La batalla de Lützen (16 novembre de 1632) fou una de les batalles més importants de la Guerra dels Trenta Anys.
Encara que les baixes foren molt elevades per ambdós bàndols, la victòria fou per als protestants, tot i que va costar la vida d'un dels seus dirigents més importants, el rei suec Gustau II Adolf, fet que va deixar la causa protestant sense direcció. El mariscal de camp Imperial Pappenheim també hi va resultar fatalment ferit.
Estratègicament, la pèrdua de Gustau Adolf va significar que França esdevingués el principal líder del bàndol "protestant" o, en el cas francès, anti-Habsburg, amb la creació de la Lliga de Heilbronn i l'entrada oberta de França a la guerra.
La batalla va ser caracteritzada per la boira espessa sobre els camps de Saxònia. La frase "Lützendimma" (Boira de Lützen) és encara utilitzada en la llengua sueca per tal de descriure una boira particularment pesada.

## Preludi a la batalla
Dos dies abans de la batalla, el 14 de novembre (en el calendari Gregorià; 4 de novembre en el calendari Julià), el general catòlic Albrecht von Wallenstein va decidir dividir els seus homes i retirar el seu quarter general a Leipzig. No esperava cap moviment més per part de l'exèrcit suec en el que quedava d'any, ja que el temps hivernal feia difícil d'acampar en camp obert.
Tanmateix, l'exèrcit de Gustau Adolf va sortir del seu campament i es va dirigir cap a l'última posició coneguda de Wallenstein, intentat agafar-lo per sorpresa. La trampa va ser descoberta la tarda del 15 novembre per un petit destacament que Wallenstein tenia al torrent Rippach, aproximadament 5–6 quilòmetres al sud de Lützen. L'escaramussa resultant va retardar l'avenç suec unes dos o tres hores, i així quan va caure la nit, els dos exèrcits encara es trobaven separats per aproximadament 2–3 quilòmetres. En el seu intent d'aconseguir agafar els Imperials per sorpresa, el suecs havien abandonat els canons que normalment portaven les seves brigades d'infanteria, cosa que els negava l'avantatge de foc de què havien gaudit en batalles anteriors.
Wallenstein, coneixedor de l'aproximació sueca durant la tarda de 15 novembre i veient el perill que suposava, va enviar una nota al General Pappenheim que li ordenava retornar tan de pressa com fos possible amb el seu cos d'exèrcit. Pappenheim va rebre el missatge passada la mitjanit, i immediatament es va posar en marxa per unir-se a Wallenstein amb la majoria de les seves tropes. Durant la nit, Wallenstein va desplegar el seu exèrcit en una posició defensiva al llarg de la principal carretera entre Lützen i Leipzig, reforçada amb trinxeres. Va ancorar el seu flanc dret en un turó baix i al cim va col·locar les seves peces d'artilleria.

## Batalla
La boira del matí va retardar l'avenç de l'exèrcit suec, però cap les 9 els exèrcits rivals eren a la vista l'un de l'altre. A causa d'una xarxa complexa de canals i encara més boira, no va ser fins a les 11 hores que la força protestant va poder ser desplegada i a punt per llançar el seu atac.
Gustau Adolf va muntar el seu cavall de guerra Streiff, un Oldenburg de color marró que havia adquirit del coronel Johan Streiff von Lauenstein per la suma de 1000 riksdaler (la suma per un cavall normal era aproximadament 70-80 riksdaler). La seva sella d'or brodada amb vellut vermell era un regal de la seva muller, Maria Eleonora. Per protegir-se el cos, el rei duia un abric d'ant, ja que la vella ferida de mosquet que tenia en l'espatlla li feia impossible portar la cuirassa a prova de pistola que normalment portaven els oficials importants en aquell temps. Això tindria conseqüències greus més tard.

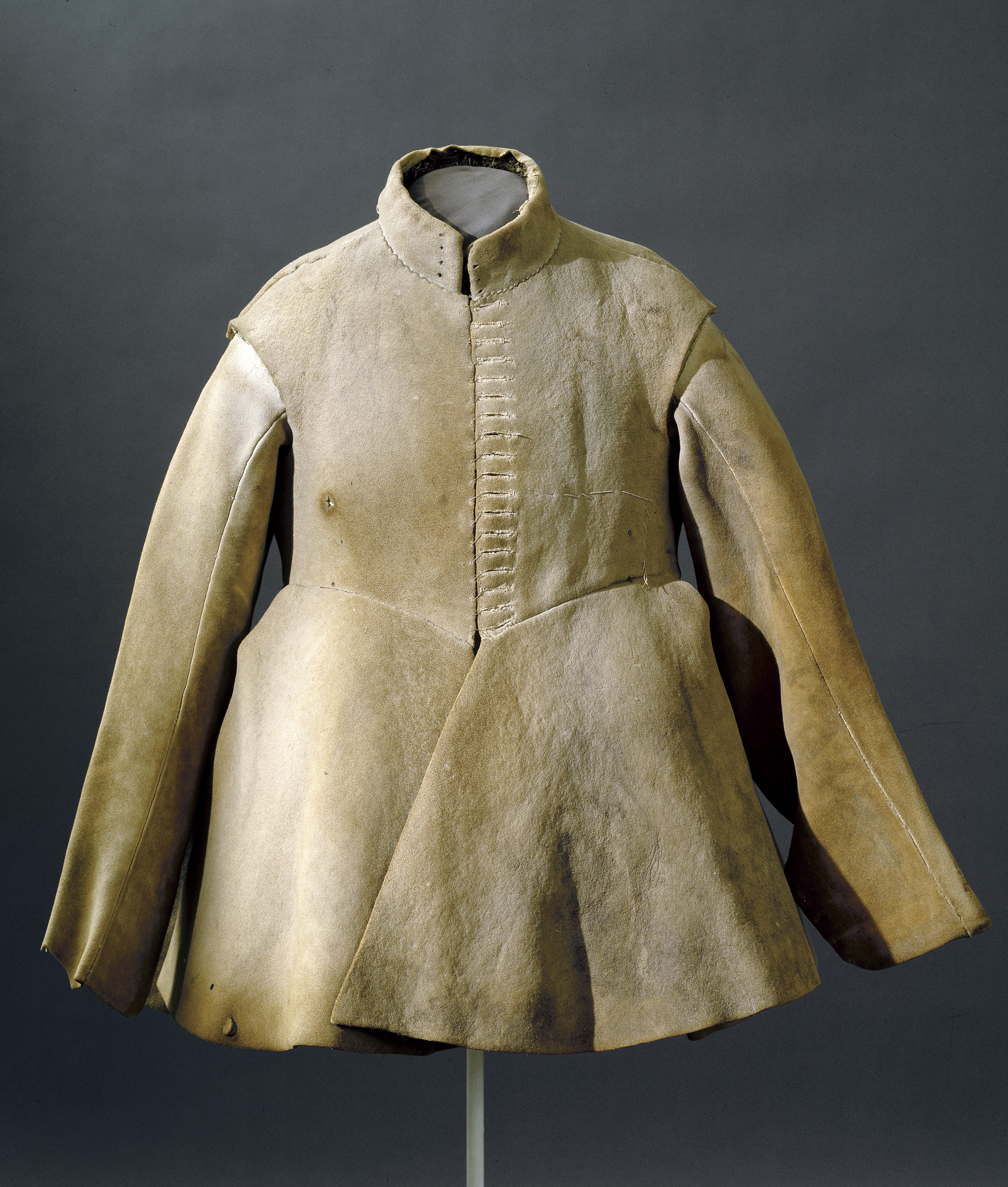
Abric de pell de Gustau Adolf - Museu Reial, Suècia

### Pappenheim: retorn i caiguda
Inicialment, la batalla va anar bé per als protestants, que aconseguiren desbordar el flanc esquerre de Wallenstein. Pappenheim va arribar amb 2.000–3.000 genets i va aturar l'atac suec. Tanmateix, durant la càrrega, Pappenheim fou fatalment ferit per un canó de petit calibre suec. El contraatac de Pappenheim es va detenir i ell va morir mentre era evacuat del camp.

### Gustau Adolf: Desaparició i mort
L'acció de la cavalleria Imperial en el flanc esquerre va continuar desgastant els dos bàndols. Cap a la una de migdia Gustau Adolf perdia la vida dirigint una càrrega de cavalleria. Primer, una bala li destrossava el braç esquerre per sota del colze, mentre que al mateix temps el seu cavall rebia un tret al coll que el va deixar fora de control. En mig de la boira i el fum, el rei i la seva escorta van cavalcar directament rere les línies enemigues on foren atacats per un esquadró de cuirassers Imperials. El rei va rebre encara un altre tret a l'esquena i diverses punyalades al pit fins que va caure del cavall. Un cop a terra, va rebre un tret final al cap.
El seu final no fou sabut per algun temps. Tanmateix, quan el foc d'artilleria es va aturar i es va escampar el fum, es va poder veure el seu cavall entre les dues línies. El rei no es trobava enlloc. La seva desaparició va aturar la iniciativa del flanc dret suec, mentre s'iniciava la recerca del monarca. El seu cos, en part despullat[4] va ser trobat una hora o dos més tard, i va ser evacuat secretament del camp en un carro d'artilleria suec.

### Lluita en el centre
Mentrestant, la infanteria veterana del centre suec provava d'assaltar el centre Imperial fortament atrinxerat i la seva ala dreta. Aquest atac fou un fracàs catastròfic que va obrir un buit en el centre de la línia sueca, el qual va ser explotat per la cavalleria Imperial. Dos dels regiments d'infanteria suecs més veterans i més experimentats, el Vell Blau i el Groc foren gairebé anihilats.

El predicador reial, Jakob Fabricius, va reunir uns quants oficials suecs al seu voltant i començaren a cantar un salm que va aturar la fugida caòtica dels suecs. El major Dodo zu Innhausen und Knyphausen, tercer en la línia de comandament suec, també va ajudar a aturar la retirada. Havia mantingut la línia de reserva fora de l'abast dels canons imperials i això va permetre refer la línia de front sueca.

### Bernhard De Weimar-Saxònia
Aproximadament a les 3 de la tarda, el segon al càrrec protestant, Bernhard de Saxònia-Weimar, coneixent la mort del rei, va retornar des de l'ala esquerra i va assumir el control de l'exèrcit sencer. Va jurar guanyar la batalla en honor de Gustau o morir en l'intent, però al contrari del que diu la llegenda popular, va intentar mantenir en secret el destí del rei. (Tot i que corrien els rumors, no va ser fins a l'endemà que Bernhard va reunir els seus oficials supervivents i els va dir la veritat.)
El resultat fou una lluita sinistra, amb un terrible nombre de baixes en ambdós costats. Finalment, amb el crepuscle, els suecs van capturar les peces d'artilleria principals de Wallenstein. Les forces Imperials es van retirar fora del seu abast, i deixaren el camp a l'enemic. Cap a les 6 la infanteria de Pappenheim, aproximadament 3.000–4.000 homes, arribava al camp de batalla després de marxar durant tot el dia. Tot i que la nit ja havia caigut, van desitjar iniciar el contraatac. Wallenstein, tanmateix, va creure que la situació era ja desesperada i en comptes d'això va ordenar el seu exèrcit retirar-se a Leipzig.

## Després de la batalla
El cos de Gustau II Adolf va ser saquejat i deixat en el camp de batalla vestit només amb les seves camises i mitjes llargues.
El seu abric d'ant va ser portat com a trofeu a l'Emperador a Viena. Seria retornat a Suècia el 1920, com a reconeixement dels esforços de la Creu Roja sueca durant i després de la Primera Guerra Mundial.
El cavall del rei, Streiff, va seguir la processó amb el cos del rei a través del nord d'Alemanya. Quan Streiff va morir el 1633, la seva pell va ser enviada a Estocolm on es va muntar en un model de fusta. "El cavall de guerra del rei-heroi" aviat seria mostrat en el museu reial com a monument al rei. Avui Streiff és exposat permanentment en el Livrustkammaren d'Estocolm, Suècia.

Streiff - Museu Reial

## Fets posteriors
Estratègicament i tàcticament parlant, la Batalla de Lützen fou una victòria protestant. Forçats a assaltar una posició atrinxerada, els suecs van perdre aproximadament 6.000 homes incloent ferits i desertors, molts dels quals van tornar a files en les setmanes següents. L'exèrcit Imperial probablement va perdre menys homes que el suecs en el camp de batalla, però a causa de la pèrdua del seu teatre d'operacions i posterior retirada, menys dels seus ferits i altres supervivents foren capaços de tornar a les seves posicions.
L'exèrcit suec va aconseguir els objectius principals de la seva campanya. La campanya Imperial a Saxònia va ser aturada i Wallenstein es va retirar a Bohèmia a passar l'hivern. Tanmateix, sense Gustau Adolf per tal d'unificar els protestants alemanys, es va perdre la direcció i la iniciativa, i com a resultat, els Habsburgs foren capaços de recuperar-se de les pèrdues que Gustau Adolf els havia infligit.
Irònicament, la mort de Gustaus Adolf va permetre que França (catòlica) agafés el control de l'aliança contra els Habsburg. La nova regència de Suècia va ser forçada a acceptar un paper molt menys dominant del que havien tingut abans de la batalla. La guerra finalment va concloure amb la Pau de Westfàlia el 1648.